# Национальный совет церквей Бурунди
Национальный совет церквей Бурунди ( фр. Conseil national des Eglises du Burundi,  англ. National Council of Churches of Burundi, CNEB) — федерация протестантских церквей Бурунди. 
Совет ведет свое происхождение от Альянса протестантских миссий в Руанде-Урунди (англ. Alliance of Protestant Missions in Ruanda-Urundi, фр. Alliance des Missions Protestantes du Ruanda-Urundi), созданного в 1935 году.
Альянс после обретения независимости Бурунди стал Протестантским альянсом Бурунди (фр. Alliance Protestante du Burundi, англ. Protestant Alliance of Burundi). 
Своё нынешнее название совет получил в 1989 году. Организация насчитывает до 500 000 индивидуальных членов. В его состав вошли многие члены, включая членов англиканской церкви, методистов и кимбангистов. Межцерковное сотрудничество предоставило возможности совету выступить против нарушений прав человека. Совет проводит мониторинг соблюдения свободы вероисповеданий. Совет занимается так же наблюдением за выборами и наблюдением за соблюдением выборного законодательства. Совет является членом Всемирного совета церквей и Содружества христианских советов и церквей Великих озер и Африканского Рога. 

## Внешние ссылки
- Национальный совет церквей Бурунди в списке членов Всемирного совета церквей